# Associazione Sportiva L'Aquila 1932-1933
Questa voce raccoglie le informazioni riguardanti l'Associazione Sportiva L'Aquila  nelle competizioni ufficiali della stagione 1932-1933.

## Stagione
Per l'Associazione Sportiva L'Aquila, la stagione 1932-1933 fu la 1ª assoluta in Prima Divisione. Si trattò, inoltre, del primo campionato nazionale a cui partecipa una formazione aquilana. L'Aquila, alla seconda stagione sportiva della sua storia, venne ammessa d'ufficio alla terza serie dopo il 3º posto ottenuto l'anno prima in Seconda Divisione.
Il presidente Adelchi Serena affidò la squadra al tecnico magiaro Lajos Dimény — che, successivamente, allenerà anche il Ferencváros — cui fu affidato il compito di far coesistere il blocco aquilano con i nuovi arrivati da fuori città, come Antonio Budini e Aldo Giannini provenienti rispettivamente da Triestina e Roma.
La squadra giocò le sue partite interne sul Campo di Piazza d'Armi, terreno che rimase inviolato per tutta la durata del torneo. L'Aquila chiuse la stagione in 5ª posizione.

## Divise
| Casa |

## Rosa
| N. |                   | Ruolo | Calciatore           |
| -- | ----------------- | ----- | -------------------- |
|    | Italia (bandiera) | C     | Umberto Amedoro (II) |
|    | Italia (bandiera) | C     | Pasquale Ballardini  |
|    | Italia (bandiera) | A     | Marino Bon           |
|    | Italia (bandiera) | A     | Antonio Budini       |
|    | Italia (bandiera) | D     | Italo Cani           |
|    | Italia (bandiera) | C     | Giulio Di Giulio     |
|    | Italia (bandiera) | A     | Dante Filippi        |
|    | Italia (bandiera) | C     | Dante Fogola         |
|    | Italia (bandiera) | C     | Aldo Giannini        |
|    | Italia (bandiera) | C     | Elio Mancini         |
|    | Italia (bandiera) | P     | Luigi Miani          |
|    | Italia (bandiera) | D     | Aldo Montanari       |

| N. |                   | Ruolo | Calciatore               |
| -- | ----------------- | ----- | ------------------------ |
|    | Italia (bandiera) | C     | Marino Moretti           |
|    | Italia (bandiera) | A     | Ivano Poggi              |
|    | Italia (bandiera) | D     | Achille Polastrelli (II) |
|    | Italia (bandiera) | A     | Mario Rossi (II)         |
|    | Italia (bandiera) | D     | Luigi Rossini            |
|    | Italia (bandiera) | P     | Orlando Sain             |
|    | Italia (bandiera) | D     | Egidio Sgubin (capitano) |
|    | Italia (bandiera) | C     | Ezio Stoppoloni          |
|    | Italia (bandiera) | C     | Dino Testoni             |
|    | Italia (bandiera) | C     | Pietro Verga             |
|    | Italia (bandiera) | C     | Mario Zulli              |

## Risultati

### Prima Divisione

#### Girone di andata
| Foligno 2 ottobre 1932 1ª giornata                         | Foligno   | 3 – 0 | L'Aquila | Stadio comunale |
| \| \| \| \| \| Hippel 3’ Preti 50’, 86’ \| Marcatori \| \| |           |       |          |                 |
|                                                            |           |       |          |                 |
| Hippel 3’ Preti 50’, 86’                                   | Marcatori |       |          |                 |

| Pescara 9 ottobre 1932 2ª giornata             | Pescara   | 1 – 0 | L'Aquila | Stadio Rampigna |
| \| \| \| \| \| Creziato 75’ \| Marcatori \| \| |           |       |          |                 |
|                                                |           |       |          |                 |
| Creziato 75’                                   | Marcatori |       |          |                 |

| Aquila degli Abruzzi 16 ottobre 1932 3ª giornata      | L'Aquila  | 1 – 1       | Fano | Campo di Piazza d'Armi |
| \| \| \| \| \| Bon 80’ \| Marcatori \| 84’ Bedosti \| |           |             |      |                        |
|                                                       |           |             |      |                        |
| Bon 80’                                               | Marcatori | 84’ Bedosti |      |                        |

| Terni 23 ottobre 1932 4ª giornata | Terni | 0 – 0 | L'Aquila | Stadio Viale Brin |

| Aquila degli Abruzzi 6 novembre 1932 5ª giornata | L'Aquila  | 1 – 0 | Sambenedettese | Campo di Piazza d'Armi |
| \| \| \| \| \| Rossi II 44’ \| Marcatori \| \|   |           |       |                |                        |
|                                                  |           |       |                |                        |
| Rossi II 44’                                     | Marcatori |       |                |                        |

| Aquila degli Abruzzi 13 novembre 1932 6ª giornata                     | L'Aquila  | 3 – 0 | Pontedera | Campo di Piazza d'Armi |
| \| \| \| \| \| Poggi 65’ Di Giulio 82’ Moretti 89’ \| Marcatori \| \| |           |       |           |                        |
|                                                                       |           |       |           |                        |
| Poggi 65’ Di Giulio 82’ Moretti 89’                                   | Marcatori |       |           |                        |

| Roma 20 novembre 1932 7ª giornata                                                      | Lazio II  | 0 – 4                                                | L'Aquila | Stadio Nazionale |
| \| \| \| \| \| \| Marcatori \| 29’ (rig.) Sgubin 57’, 79’ Budini 78’ (rig.) Testoni \| |           |                                                      |          |                  |
|                                                                                        |           |                                                      |          |                  |
|                                                                                        | Marcatori | 29’ (rig.) Sgubin 57’, 79’ Budini 78’ (rig.) Testoni |          |                  |

| Aquila degli Abruzzi 4 dicembre 1932 8ª giornata                                                                 | L'Aquila  | 5 – 2              | Ascoli | Campo di Piazza d'Armi |
| \| \| \| \| \| Testoni 4’ (rig.) Budini 12’, 63’ Moretti 26’ Di Giulio 44’ \| Marcatori \| 52’, 89’ Angiolini \| |           |                    |        |                        |
| |           |                    |        |                        |
| Testoni 4’ (rig.) Budini 12’, 63’ Moretti 26’ Di Giulio 44’                                                      | Marcatori | 52’, 89’ Angiolini |        |                        |

| Aquila degli Abruzzi 11 dicembre 1932 9ª giornata                               | L'Aquila  | 2 – 2                  | Roma B | Campo di Piazza d'Armi |
| \| \| \| \| \| Moretti 22’ Budini 46’ \| Marcatori \| 26’ Bellezza 71’ Villa \| |           |                        |        |                        |
|                                                                                 |           |                        |        |                        |
| Moretti 22’ Budini 46’                                                          | Marcatori | 26’ Bellezza 71’ Villa |        |                        |

| Sassari 18 dicembre 1932 10ª giornata                                       | Torres    | 3 – 1      | L'Aquila | Stadio Vanni Sanna |
| \| \| \| \| \| Friedrich 29’, 43’ Casazza 66’ \| Marcatori \| 11’ Budini \| |           |            |          |                    |
|                                                                             |           |            |          |                    |
| Friedrich 29’, 43’ Casazza 66’                                              | Marcatori | 11’ Budini |          |                    |

| Perugia 8 gennaio 1933 11ª giornata                       | Perugia   | 2 – 0 | L'Aquila | Campo di Piazza d'Armi |
| \| \| \| \| \| Bonesini 17’ Maurin 50’ \| Marcatori \| \| |           |       |          |                        |
|                                                           |           |       |          |                        |
| Bonesini 17’ Maurin 50’                                   | Marcatori |       |          |                        |

| Aquila degli Abruzzi 15 gennaio 1933 12ª giornata     | L'Aquila  | 1 – 1       | Anconitana-Bianchi | Campo di Piazza d'Armi |
| \| \| \| \| \| Bon 81’ \| Marcatori \| 32’ Baldoni \| |           |             |                    |                        |
|                                                       |           |             |                    |                        |
| Bon 81’                                               | Marcatori | 32’ Baldoni |                    |                        |

| Civitavecchia 22 gennaio 1933 13ª giornata   | Civitavecchiese | 1 – 0 | L'Aquila | Campo Marconi |
| \| \| \| \| \| Moglia 27’ \| Marcatori \| \| |                 |       |          |               |
|                                              |                 |       |          |               |
| Moglia 27’                                   | Marcatori       |       |          |               |

#### Girone di ritorno
| Aquila degli Abruzzi 29 gennaio 1933 14ª giornata             | L'Aquila  | 3 – 0 | Foligno | Campo di Piazza d'Armi |
| \| \| \| \| \| Filippi 67’, 73’ Budini 81’ \| Marcatori \| \| |           |       |         |                        |
|                                                               |           |       |         |                        |
| Filippi 67’, 73’ Budini 81’                                   | Marcatori |       |         |                        |

| Aquila degli Abruzzi 5 febbraio 1933 15ª giornata | L'Aquila  | 1 – 0 | Pescara | Campo di Piazza d'Armi |
| \| \| \| \| \| Bon 9’ \| Marcatori \| \|          |           |       |         |                        |
|                                                   |           |       |         |                        |
| Bon 9’                                            | Marcatori |       |         |                        |

| Fano 19 febbraio 1933 16ª giornata           | Fano      | 1 – 0 | L'Aquila | Polisportivo Borgo Metauro |
| \| \| \| \| \| Mietti 84’ \| Marcatori \| \| |           |       |          |                            |
|                                              |           |       |          |                            |
| Mietti 84’                                   | Marcatori |       |          |                            |

| Aquila degli Abruzzi 26 febbraio 1933 17ª giornata                                              | L'Aquila  | 4 – 2                  | Terni | Campo di Piazza d'Armi |
| \| \| \| \| \| Filippi 10’ Di Giulio 57’, 87’ Bon 61’ \| Marcatori \| 52’ Isada 85’ Mastalli \| |           |                        |       |                        |
|                                                                                                 |           |                        |       |                        |
| Filippi 10’ Di Giulio 57’, 87’ Bon 61’                                                          | Marcatori | 52’ Isada 85’ Mastalli |       |                        |

| San Benedetto del Tronto 5 marzo 1933 18ª giornata | Sambenedettese | 1 – 0 | L'Aquila | Campo del Littorio |
| \| \| \| \| \| Taffoni 7’ \| Marcatori \| \|       |                |       |          |                    |
|                                                    |                |       |          |                    |
| Taffoni 7’                                         | Marcatori      |       |          |                    |

| Pontedera 13 novembre 1933 19ª giornata | Pontedera | 0 – 0 | L'Aquila | Stadio Marconcini |

| Aquila degli Abruzzi 19 marzo 1933 20ª giornata | L'Aquila  | 1 – 0 | Lazio II | Campo di Piazza d'Armi |
| \| \| \| \| \| Bon 69’ \| Marcatori \| \|       |           |       |          |                        |
|                                                 |           |       |          |                        |
| Bon 69’                                         | Marcatori |       |          |                        |

| Ascoli Piceno 26 marzo 1933 21ª giornata  | Ascoli    | 0 – 1   | L'Aquila | Stadio comunale dei Giardini |
| \| \| \| \| \| \| Marcatori \| 26’ Bon \| |           |         |          |                              |
|                                           |           |         |          |                              |
|                                           | Marcatori | 26’ Bon |          |                              |

| Roma 9 aprile 1933 22ª giornata                 | Roma B    | 1 – 0 | L'Aquila | Stadio Nazionale |
| \| \| \| \| \| Celestini 20’ \| Marcatori \| \| |           |       |          |                  |
|                                                 |           |       |          |                  |
| Celestini 20’                                   | Marcatori |       |          |                  |

| Aquila degli Abruzzi 16 aprile 1933 23ª giornata                              | L'Aquila  | 2 – 1       | Torres | Campo di Piazza d'Armi |
| \| \| \| \| \| Rossi II 34’ Testoni 77’ (rig.) \| Marcatori \| 33’ Casazza \| |           |             |        |                        |
|                                                                               |           |             |        |                        |
| Rossi II 34’ Testoni 77’ (rig.)                                               | Marcatori | 33’ Casazza |        |                        |

| Aquila degli Abruzzi 23 aprile 1933 24ª giornata | L'Aquila | 0 – 0 | Perugia | Campo di Piazza d'Armi |

| Ancona 30 aprile 1933 25ª giornata                                   | Anconitana-Bianchi | 2 – 1      | L'Aquila | Stadio del Littorio |
| \| \| \| \| \| Baldoni 59’, 76’ (rig.) \| Marcatori \| 6’ Filippi \| |                    |            |          |                     |
|                                                                      |                    |            |          |                     |
| Baldoni 59’, 76’ (rig.)                                              | Marcatori          | 6’ Filippi |          |                     |

| Aquila degli Abruzzi 21 aprile 1933 26ª giornata | L'Aquila | 4 – 0 | Civitavecchiese | Campo di Piazza d'Armi |

## Statistiche

### Statistiche di squadra
| Competizione    | Punti | In casa | In casa | In casa | In casa | In casa | In casa | In trasferta | In trasferta | In trasferta | In trasferta | In trasferta | In trasferta | Totale | Totale | Totale | Totale | Totale | Totale | DR  |
| Competizione    | Punti | G       | V       | N       | P       | Gf      | Gs      | G            | V            | N            | P            | Gf           | Gs           | G      | V      | N      | P      | Gf     | Gs     | DR  |
| --------------- | ----- | ------- | ------- | ------- | ------- | ------- | ------- | ------------ | ------------ | ------------ | ------------ | ------------ | ------------ | ------ | ------ | ------ | ------ | ------ | ------ | --- |
| Prima Divisione | 28    | 13      | 9       | 4       | 0       | 28      | 9       | 13           | 2            | 2            | 9            | 7            | 15           | 26     | 11     | 6      | 9      | 35     | 24     | +11 |
| Totale          | -     | 13      | 9       | 4       | 0       | 28      | 9       | 13           | 2            | 2            | 9            | 7            | 15           | 26     | 11     | 6      | 9      | 35     | 24     | +11 |